# Francolim-do-elgon
O francolim-do-elgon (Scleroptila elgonensis) é uma espécie de ave da família Phasianidae.
Encontra-se em zonas de altitude acima de 2300 metros, desde o leste do Uganda (Monte Elgon) até ao Quénia central.
O estatuto de ameaça da espécie é "Quase ameaçada".